# Canton d'Allaire
Le canton d'Allaire est une ancienne division administrative française, située dans le département du Morbihan et la région Bretagne.

## Composition
Le canton d'Allaire regroupait les communes suivantes :
| Nom                    | Code Insee | Intercommunalité       | Superficie (km2) | Population (dernière pop. légale) | Densité (hab./km2) |
| ---------------------- | ---------- | ---------------------- | ---------------- | --------------------------------- | ------------------ |
| Allaire (chef-lieu)    | 56001      | CA Redon Agglomération | 41,74            | 3 751 (2014)                      | 90                 |
| Béganne                | 56011      | CA Redon Agglomération | 35,50            | 1 392 (2014)                      | 39                 |
| Peillac                | 56154      | CA Redon Agglomération | 24,57            | 1 863 (2014)                      | 76                 |
| Rieux                  | 56194      | CA Redon Agglomération | 27,78            | 2 859 (2014)                      | 103                |
| Saint-Gorgon           | 56216      | CA Redon Agglomération | 5,69             | 372 (2014)                        | 65                 |
| Saint-Jacut-les-Pins   | 56221      | CA Redon Agglomération | 22,81            | 1 727 (2014)                      | 76                 |
| Saint-Jean-la-Poterie  | 56223      | CA Redon Agglomération | 8,44             | 1 508 (2014)                      | 179                |
| Saint-Perreux          | 56232      | CA Redon Agglomération | 6,23             | 1 189 (2014)                      | 191                |
| Saint-Vincent-sur-Oust | 56239      | CA Redon Agglomération | 15,66            | 1 416 (2014)                      | 90                 |

## Intercommunalité
Les 9 communes du canton constituent à elles seules une partie du département de la Morbihan adhérant à la Redon Agglomération.

## Histoire
- De 1833 à 1848, les cantons d'Allaire et de Carentoir (puis La Gacilly) avaient le même conseiller général. Le nombre de conseillers généraux était limité à 30 par département[1].

## Représentation

### Conseillers généraux de 1833 à 2015
| Période | Période          | Identité                           | Étiquette                               | Qualité |
| ------- | ---------------- | ---------------------------------- | --------------------------------------- | --- |
| 1833    | 1833 (démission) | M. Leray                           |                                         | |
| 1833    | 1848             | Augustin Joseph Borel de Bottemont |                                         | Lieutenant de vaisseau Propriétaire du château de Castellan à Saint-Martin-sur-Oust                        |
| 1848    | 1852             | Louis Coué (1800-1868)             |                                         | Propriétaire, maire de Saint-Jacut                                                                         |
| 1852    | 1880 (décès)     | Charles de Forges                  | Droite                                  | Ancien Directeur de la Caisse d'escompte d'Orléans Propriétaire - Maire d'Allaire (1865-1870 et 1871-1878) |
| 1881    | 1898             | Frédéric de Pioger                 | Droite                                  | Propriétaire à Saint-Vincent                                                                               |
| 1898    | 1904             | Emile Rado du Matz                 | Conservateur                            | Maire de Béganne                                                                                           |
| 1904    | 1910             | Joseph Le Mauff                    | RG                                      | Maire d'Allaire                                                                                            |
| 1910    | 1919             | Vicomte André de Pioger            | Libéral                                 | Maire de Saint-Vincent                                                                                     |
| 1919    | 1923 (décès)     | Joseph Le Mauff                    |                                         | Maire d'Allaire                                                                                            |
| 1923    | 1928             | Louis Dubois (neveu du précédent)  | Républicain Indépendant                 | Avocat à Rennes                                                                                            |
| 1928    | 1934             | Pierre-Marie Hallier               | Conservateur                            | Agriculteur Maire de Peillac                                                                               |
| 1934    | 1940             | François Lumeau                    | RG                                      | Cultivateur Maire de Saint-Jean-la-Poterie                                                                 |
|         |                  |                                    |                                         | |
| 1943    | 1945             | Jacques Chéguillaume               | Droite                                  | Conseiller d'arrondissement, maire de Béganne Nommé conseiller départemental en 1943                       |
|         |                  |                                    |                                         | |
| 1945    | 1976             | Honoré Lelièvre                    | DVD puis RPF puis UNR puis UDR puis DVD | Agriculteur Maire d'Allaire (1945-1971)                                                                    |
| 1976    | 1982             | Joseph Rouxel                      | PS                                      | Ouvrier - Maire de Rieux (1977-1989)                                                                       |
| 1982    | 1983             | Léandre Hervieux                   | DVD                                     | Menuisier - Maire de Saint-Vincent-sur-Oust (1947-1983)                                                    |
| 1983    | 1994             | René Le Coustumer                  | DVD                                     | Pharmacien Maire d'Allaire (1971-1995)                                                                     |
| 1994    | 2015             | Yvette Année                       | DVD                                     | Professeur - Maire de Saint-Vincent-sur-Oust depuis 1983 Vice-Présidente du Conseil Général                |

Un nouveau découpage territorial du Morbihan entre en vigueur à l'occasion des élections départementales de 2015. Il est défini par le décret du 21 février 2014, en application des lois du 17 mai 2013 (loi organique 2013-402 et loi 2013-403).

En vertu de ce nouveau découpage, le canton d'Allaire fusionne avec ceux de Guer et La Gacilly pour former le nouveau canton de Guer, dont le bureau centralisateur est situé à Guer.

### Conseillers d'arrondissement (de 1833 à 1940)
| Période                                  | Période      | Identité                                          | Étiquette             | Qualité |
| ---------------------------------------- | ------------ | ------------------------------------------------- | --------------------- | --- |
| 1833                                     | 1842         | Mathurin Marquier (1777-1848)                     |                       | Laboureur, maire de Saint-Jacut (1825-1845)                                                                 |
| 1842                                     | 1847 (décès) | Louis Marie Jean Coüé de La Tremblaye (1764-1847) |                       | Avocat, bâtonnier à Vannes, propriétaire à Saint-Jacut                                                      |
|                                          |              |                                                   |                       | |
| 1874                                     |              | M. Rado du Matz                                   |                       | Maire de Béganne                                                                                            |
|                                          |              |                                                   |                       | |
| 1901                                     | 1910         | Vicomte André de Pioger (1860-1939)               | Conservateur          | Maire de Saint-Vincent                                                                                      |
| 1910                                     | 1919         | Timothée Jourdan de Coutance                      | Droite catholique     | Maire de Saint-Jacut                                                                                        |
| 1919                                     | 1925         | Jean Duval                                        | Radical               | Maire de Saint-Jean-la-Poterie puis d'Allaire                                                               |
| 1925                                     | 1937         | Jean Le Marrec                                    | URD                   | Maire d'Étel                                                                                                |
| 1937                                     | 1940         | Jacques Chéguillaume                              | Républicain de droite | Maire de Béganne                                                                                            |
| 1940                                     |              |                                                   |                       | Les conseils d'arrondissement ont été suspendus par la loi du 12 octobre 1940 et n'ont jamais été réactivés |
| Les données manquantes sont à compléter. |              |                                                   |                       | |

## Démographie
| 1962   | 1968   | 1975   | 1982   | 1990   | 1999   | 2006   | 2011   | 2012   |
| ------ | ------ | ------ | ------ | ------ | ------ | ------ | ------ | ------ |
| 11 581 | 11 980 | 12 783 | 13 592 | 14 131 | 14 297 | 15 279 | 16 017 | 16 049 |

| 2014   | - | - | - | - | - | - | - | - |
| ------ | - | - | - | - | - | - | - | - |
| 16 077 | - | - | - | - | - | - | - | - |